# アナトーリー・セルジュコフ
アナトーリー・エドワルドヴィチ・セルジュコフ（アナトリー・セルジュコフ、（ロシア語: Анато́лий Эдуа́рдович Сердюко́в、ラテン文字表記の例：Anatolii Eduardovich Serdyukov、1962年1月8日 - ）は、ロシア連邦の政治家。これまで税務機関で働いてきたが、セルゲイ・イワノフに続いて文民出身の国防相となった。3等ロシア連邦税務勤務国家顧問。ウラジーミル・プーチン、ドミートリー・メドヴェージェフ政権で第5代ロシア連邦国防相を務めた。

## 経歴
1962年1月8日にソビエト連邦のロシア・ソビエト連邦社会主義共和国のクラスノダール地方アビンスキー地区ホルムスキーに誕生する。1984年にレニングラード・ソビエト貿易大学を、後にサンクトペテルブルク大学法学部を卒業して経済科学準博士を取得し、助教授を務めた。
1984年にソビエト連邦軍に入隊し、1985年に除隊。その後、レニングラード家具店で働き始め、メーベル・マーケット社長まで上り詰める。
2000年10月に税務機関に入り、ロシア連邦税務省サンクトペテルブルク大納税者業務担当地区間級監察局副局長となる。その後2001年6月から税務省サンクトペテルブルク局副局長、2004年3月から7月まで税務次官・税務相代行・同年7月から財務省連邦税務庁長官を務めた。

## 国防大臣

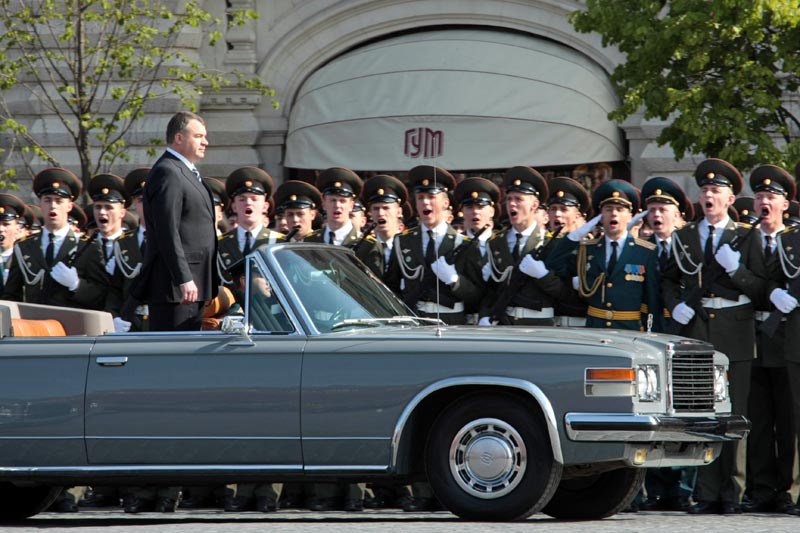
戦勝記念軍事パレードにて

2007年2月15日に国防相に任命され、2008年5月に発足した第2次ウラジーミル・プーチン内閣でも留任した。前任者のセルゲイ・イワノフに次ぐ文民国防相である。2011年2月4日に択捉島と国後島を訪問し、また色丹島を上空から視察した。

### セルジュコフ改革
ソ連崩壊後、ロシアでは常に軍改革が議論されてきたが、2008年にセルジュコフの主導で本格的な改革が始まるまで、実質的にはほとんど進展が見られなかった。マイナーな変化はあったものの、組織や運用ドクトリンは依然として冷戦期の大規模戦争思想に影響を受けており、冷戦後に増加した小規模紛争に機動的に対処できる体制になかった。
たとえばロシア陸軍では、兵力が大幅に減少したにもかかわらず、大規模戦争に備えて多数の師団が維持されていた。この結果、ほとんどの師団は司令部要員と装備しか持たない「スケルトン師団」になってしまい、時間をかけて大量の予備役を動員しなければ戦闘態勢を整えることができなかった。一方、ただちに戦闘態勢に移行できる常時即応部隊は、全ロシア陸軍中の17%程度、空軍では155個の航空連隊中5個でしかなかった（2008年の数字）。
また装備の旧式化も深刻で、特に精密誘導兵器やC4ISRシステムの普及率は西側諸国に比べて非常に低かった。この結果、2008年8月の南オセチア紛争では、アメリカ合衆国やイスラエルから積極的にハイテク装備を導入していたグルジア軍に対し、ロシア軍は苦戦を強いられることとなった。
これに対してセルジュコフは、2008年秋、包括的な軍改革プランを公表し、ロシア軍の体制を根本的に変革する意向を示した。その後も段階的に様々な改革プランが追加的に公表されているが、現時点までに明らかになっている主な内容は次の通りである。
全軍の常時即応化
全軍を常時即応部隊とし、「スケルトン師団」は解体する。
兵力削減
113万4千人の兵力を2012年に100万人まで削減し、特に将校は35万5千人から15万人まで20万人以上減らし、軍事物資調達を担う後方部隊は民営化して人員も3分の1に縮小する。その一方、下級将校は増員し、軍人の給与も昇給させて指揮命令系統を効率化する。
参謀本部の改革
ロシア軍の指揮・運用はソ連時代から永らく参謀本部が担ってきたが、2004年から軍事力整備に関する計画策定を主任務とする、純粋な参謀組織として再定義された。参謀本部作戦総局の規模がほぼ半減され、装備調達権限の多くも剥奪されて連邦武器・軍事特殊装備調達庁に移管された。また参謀本部情報総局（GRU）隷下の特殊作戦旅団を8個から5個に削減し、軍管区の隷下に移管する方針が打ち出されるなど、権限が縮小された。
指揮系統の改革
従来の「軍管区－軍－師団－連隊」から成る4階層の指揮系統のうち、「師団－連隊」の部分が旅団に集約された。この結果、全体の指揮系統は3階層制となり、命令伝達の効率化が見込まれる。
なお、旅団の定数は4500～6500人と師団よりも小さいが、新設の旅団には常時即応化によって人員が高いレベルで充足されるため、実際の戦闘力はむしろ向上すると期待される。
空軍においても、従来の「航空師団－航空連隊」制を廃止し、新たな作戦単位「航空基地」を設置して、多数の航空機を効率よく運用することとした。
より上位のレベルにおいても、軍管区に「統合戦略コマンド（OSK）」としての資格が与えられたほか（前述）、軍にも「作戦司令部」としての資格が与えられ、統合運用体制が強化される。
機動性の向上
減少した兵力で広い国土をカバーするため、戦域内・戦域間機動力の向上が意識されている。
従来は遠隔地の部隊を装備ごと航空機等で空輸する方法がとられていたが、今次改革では装備品をデポした「武器装備修理保管基地 (BKhRVT)」を各地に設置しておき、人員だけを輸送するという方法が採用された。これにより、従来よりもはるかに短い時間で部隊の緊急展開が可能になっている。
兵站改革
国防省内の装備部と後方（兵站）部が統合され、あらゆる物資の調達や輸送を統一的に実施する体制がつくられた。
さらに今後は、従来の後方保障連隊を兵站旅団へと格上げし、各OSKに2個ずつ配置する予定である。
また、これまで兵士が自分たちで行っていた給食・洗濯・入浴業務などを民営化することでコストを削減するとともに、兵士たちを戦闘訓練に専念させる改革も進んでいる。
装備更新
2007年以降、約5兆ルーブルを投じて「2015年までの国家武器計画 (GPV-2015)」が開始されたが、2009年度には課題ベースで41.9%が目標未達、製品ベースで69.9%が目標未達であり、更新は遅々として進まなかった。また導入される新型兵器もソ連時代に開発されたものの改良型に過ぎず、時代遅れとの批判もあった。そのためGPV-2015は「2020年までの国家武器計画 (GPV-2020)」に再編され、同時に軍需産業近代化計画（総額3兆ルーブル）も開始された。
また装備調達を一括して行う連邦武器・軍事特殊装備調達庁（ロスオボロンパスターフカ）や、装備品の保守・整備、修理・近代化、住宅建設などを請け負う国営企業「ロスオボロンセルヴィス」が設置された。
さらにセルジュコフ国防相は価格高騰・納期遅れをする企業に罰金を科したり、フランスのミストラル級強襲揚陸艦の輸入契約を結ぶなど外国製兵器の導入にも着手した。

これらの改革は軍からの強い反発を受けることとなった。2012年10月に国防省傘下企業をめぐる横領事件が発覚した。これらの事件にはセルジュコフの愛人だったエフゲニア・ヴァシリエワが深くかかわっていた。事件の監督責任を問われ、国防相を事実上解任される。11月6日をもって退任し、後任にはセルゲイ・ショイグが就任した。

## 退任後
汚職事件の捜査の過程で、2012年12月と2013年1月に事情聴取を受けたが、いずれも証言を拒否した。2014年7月にロシアの最高検察庁は捜査を終了している。

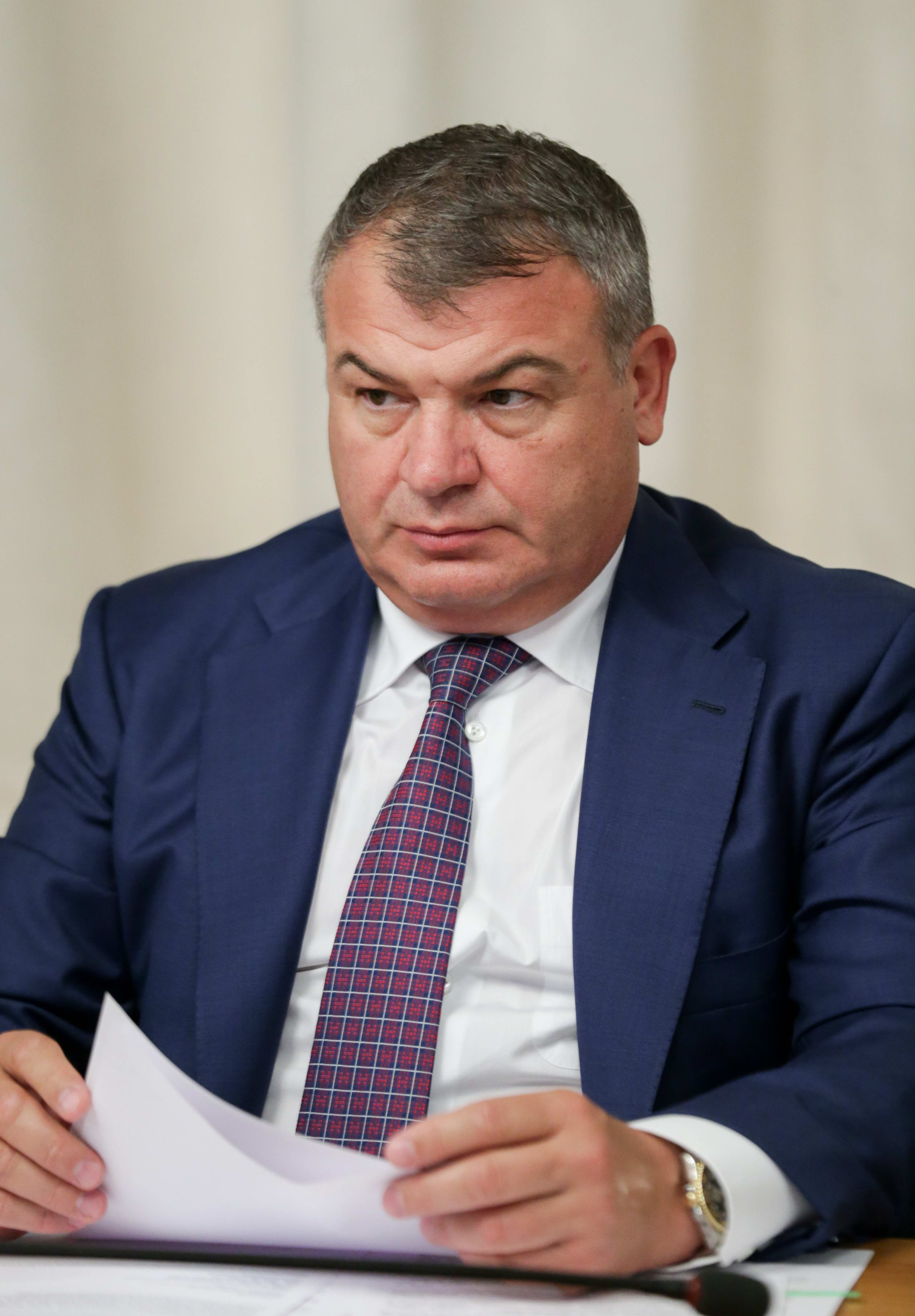
2018年のセルジュコフ

2022年4月21日、ロシアのウクライナ侵攻を背景に、セルジュコフはイギリスの制裁リストに掲載された。2022年6月28日には、妻と2人の子ども（セルゲイとナタリア）とともにアメリカの制裁リストに追加された。

## パーソナル
これまでに3回の結婚を経験している。第8代ロシア連邦首相であったヴィクトル・ズプコフ第一副首相の娘と2002年に結婚している。2012年の5月に彼女と離婚した。2018年7月には、愛人関係にあったエフゲニア・ヴァシリエワと結婚したと報じられている。